# لياندرو دي ألميدا بورغز
لياندرو دي ألميدا بورغز (بالبرتغالية: Leandro Almeida Borges‏) هو لاعب كرة قدم برازيلي، ولد في 31 مارس 1985 في ساو باولو في البرازيل. لعب مع نادي باهيا ونادي بيرا مار ونادي جوينفيل ونادي رويال شارلروا ونادي فيغورينسي.